# Nicolas Hamon
Pour les articles homonymes, voir Hamon.
Nicolas Hamon, né le 7 mars 2000, est un coureur cycliste français.

## Biographie
Nicolas Hamon s'intéresse au cyclisme depuis sa plus tendre enfance. Il s'inscrit dans son premier club de vélo en classe de CM2, sur les conseils d'un professeur. À l'âge de quinze ans, il intègre le Pôle Espoir de Guéret. Il évolue également à l'UC Condat dans les catégories de jeunes, notamment chez les juniors,. 
En 2018, il s'impose à deux reprises dans des courses fédérales sur route. La même année, il est sélectionné en équipe de France sur piste pour disputer les championnats du monde juniors. Engagé dans la poursuite par équipes, il obtient la médaille d'argent avec ses coéquipiers tricolores. Après ses performances, il intègre le club Creuse Oxygène Guéret en 2019 pour ses débuts espoirs. 
En 2021, il rejoint l'UV Limoges-U 87. Sous ses nouvelles couleurs, il finit deuxième d'une étape du Tour de Loire-Atlantique et troisième du contre-la-montre des Boucles de la Charente-Maritime. Il est ensuite recruté par le CC Nogent-sur-Oise en 2022. Toujours actif sur piste, il brille lors des championnats de France en terminant premier du scratch, deuxième de la course aux points, de l'américaine et de l'omnium, ou encore troisième de la poursuite individuelle. Il décroche par ailleurs la médaille de bronze dans la poursuite par équipes aux championnats d'Europe espoirs, avec la sélection française. 
En 2023, il reprend une licence dans un club limousin. À partir de 2024, il décide d'abandonner la piste pour se consacrer à la route. Il travaille en parallèle dans un laboratoire pharmaceutique en tant qu'employé, lorsqu'il ne participe pas à des compétitions cyclistes

## Palmarès sur route
- 2016
  - 3e du championnat du Limousin du contre-la-montre cadets
- 2018
  - 2e étape de la Route d'Éole (contre-la-montre)
  - Marmande Val de Garonne Classic
  - 2e de la Route d'Éole
- 2022
  - 3e du championnat des Hauts-de-France du contre-la-montre
- 2023
  - 2e du Circuit de la Chalosse
  - 3e du Chrono Châtelleraudais

## Palmarès sur piste

### Championnats du monde
| Édition / Épreuve    | Poursuite par équipes |
| Aigle 2018 (juniors) | Argent                |

### Championnats d'Europe
| Édition / Épreuve     | Poursuite par équipes |
| Anadia 2022 (espoirs) | Bronze                |

### Championnats nationaux
- Hyères 2022
  -  Champion de France du scratch
  - 2e du championnat de France de la course aux points
  - 2e du championnat de France de l'américaine
  - 2e du championnat de France de l'omnium
  - 3e du championnat de France de poursuite